# الانتقام الطبيعي
أول رواية سعودية هي «الانتقام الطبعي» كما يرى ذلك كثيرون، ومنهم الدكتور عبد العزيز بن محمد السبيل الذي حرر مدخلاّ في قاموسالأدب والأدباء في المملكة العربية السعودية بعنوان «محمد نور الجوهري»، بأن أول رواية في الجزيرة العربية تاريخياً هي «الانتقام الطبعي» للجوهري.

## المؤلف
هو الطبيب محمد الجوهري من مواليد سنغافورة خلال وجود والده هناك للعمل في الحقل الإسلامي، درس الطب في جامعة القاهرة وتخرج فيها عام 1956م، وعاد للسعودية وأصبح مديراَ للصحة المدرسية في مدينة جدة عام 1967م، وبعدها بثلاث سنوات انتقل للرياض حيث عين مديراّ للصحة المدرسية فيها، وتوفي عام 1998م.

## أهميتها
```
يعدها بعض المشتغلين بالأدب من أهم روايات مرحلة النشأة في 
السعودية
 صدرت عام 1935م، ذكرتها الأعمال التوثيقة المبكرة لمسيرة الأدب السعودي على أنها الأولى، إلا أن البعض يرى أنها الثانية بعد رواية «التوأمان» لعبد القدوس الأنصاري، وتوجد نسخة منها في 
مكتبة
 
الحرم المكي
.
```

## المحتوى
يدور موضوع الرواية حول شاب غني أنفق جل ماله في اللهو على نفسه وأصدقائه، ثم احتال عليه أحد الأصدقاء، فاستولى على أمواله واختفى، ثم ساءت حالة الشاب النفسية، فققر الانتقال من الطائف إلى مكة، وهناك تزوج بإبنة أحد المقيمين، وتحسنت أحواله، ثم يلتقي بصديقه الذي سرقه، وهو في حالة سيئة، حيث أصيب بأمراض متعددة أدت إلى وفاته، وكأن هذه النهاية هي (الانتقام الطبعي).